# المتن (مركز سوق العين)
المتن قرية سعودية، تتبع مركز مركز سوق العين في محافظة أضم بمنطقة مكة المكرمة. تقع في جنوب محافظة الطايف بمسافة نحو (160) كم.